# 67-ма паралель північної широти
67-ма паралель північної широти — лінія широти, що лежить на 67 градусів північніше земної екваторіальної площини, за 50 км на північ від Північного полярного кола. Вона проходить через Атлантичний океан, Європу, Азію та Північну Америку.
На цій широті під час літнього сонцестояння сонце видно 24 години (полярний день), а під час зимового сонцестояння — 1 годину 30 хвилин. Якщо широта в північній півкулі становить 67°45′ або менше, щодня у березні можна спостерігати як астрономічний світанок, так і астрономічні сутінки.

## Список географічних об'єктів, що перетинає 67° пн. ш.
Починаючи з Гринвіцького меридіану та рухаючись на схід, 67-ма паралель північної широти проходить через:
| Координати                                                   | Країна, територія або море | Примітки                                                                                                   |
| ------------------------------------------------------------ | -------------------------- | --- |
| 67°0′ пн. ш. 0°0′ сх. д. / 67.000° пн. ш. 0.000° сх. д.      | Атлантичний океан          | Норвезьке море                                                                                             |
| 67°0′ пн. ш. 12°12′ сх. д. / 67.000° пн. ш. 12.200° сх. д.   | Норвезьке море             | Вестфьорд                                                                                                  |
| 67°0′ пн. ш. 13°38′ сх. д. / 67.000° пн. ш. 13.633° сх. д.   | Норвезьке море             | Фугльойфьорд[da]                                                                                           |
| 67°0′ пн. ш. 13°52′ сх. д. / 67.000° пн. ш. 13.867° сх. д.   | Норвегія                   | Нурланн — проходить через півострів Хьогстьєрна                                                            |
| 67°0′ пн. ш. 14°0′ сх. д. / 67.000° пн. ш. 14.000° сх. д.    | Норвезьке море             | Сьорфьорд                                                                                                  |
| 67°0′ пн. ш. 14°3′ сх. д. / 67.000° пн. ш. 14.050° сх. д.    | Норвегія                   | Нурланн |
| 67°0′ пн. ш. 14°8′ сх. д. / 67.000° пн. ш. 14.133° сх. д.    | Норвезьке море             | Морсдалсфьорд                                                                                              |
| 67°0′ пн. ш. 14°14′ сх. д. / 67.000° пн. ш. 14.233° сх. д.   | Норвегія                   | Нурланн |
| 67°0′ пн. ш. 16°16′ сх. д. / 67.000° пн. ш. 16.267° сх. д.   | Швеція                     | |
| 67°0′ пн. ш. 23°47′ сх. д. / 67.000° пн. ш. 23.783° сх. д.   | Фінляндія                  | |
| 67°0′ пн. ш. 29°5′ сх. д. / 67.000° пн. ш. 29.083° сх. д.    | Росія                      | |
| 67°0′ пн. ш. 32°33′ сх. д. / 67.000° пн. ш. 32.550° сх. д.   | Біле море                  | Затока Канадалакша                                                                                         |
| 67°0′ пн. ш. 32°49′ сх. д. / 67.000° пн. ш. 32.817° сх. д.   | Росія                      | |
| 67°0′ пн. ш. 41°20′ сх. д. / 67.000° пн. ш. 41.333° сх. д.   | Біле море                  | |
| 67°0′ пн. ш. 44°23′ сх. д. / 67.000° пн. ш. 44.383° сх. д.   | Росія                      | Проходить через півострів Канін                                                                            |
| 67°0′ пн. ш. 45°41′ сх. д. / 67.000° пн. ш. 45.683° сх. д.   | Баренцове море             | Чоська губа                                                                                                |
| 67°0′ пн. ш. 47°43′ сх. д. / 67.000° пн. ш. 47.717° сх. д.   | Росія                      | |
| 67°0′ пн. ш. 71°55′ сх. д. / 67.000° пн. ш. 71.917° сх. д.   | Карське море               | Обська губа                                                                                                |
| 67°0′ пн. ш. 73°53′ сх. д. / 67.000° пн. ш. 73.883° сх. д.   | Росія                      | |
| 67°0′ пн. ш. 172°28′ зх. д. / 67.000° пн. ш. 172.467° зх. д. | Чукотське море             | |
| 67°0′ пн. ш. 162°51′ зх. д. / 67.000° пн. ш. 162.850° зх. д. | США                        | Аляска |
| 67°0′ пн. ш. 141°0′ зх. д. / 67.000° пн. ш. 141.000° зх. д.  | Канада                     | Юкон Північно-Західні території — проходить через Велике Ведмеже озеро Нунавут                             |
| 67°0′ пн. ш. 81°36′ зх. д. / 67.000° пн. ш. 81.600° зх. д.   | Затока Фокс                | |
| 67°0′ пн. ш. 72°49′ зх. д. / 67.000° пн. ш. 72.817° зх. д.   | Канада                     | Нунавут — проходить через Баффінову Землю                                                                  |
| 67°0′ пн. ш. 62°2′ зх. д. / 67.000° пн. ш. 62.033° зх. д.    | Дейвісова протока          | |
| 67°0′ пн. ш. 53°40′ зх. д. / 67.000° пн. ш. 53.667° зх. д.   | Гренландія                 | Проходить через льодовик Рассел[en] та півострів Вармінг                                                   |
| 67°0′ пн. ш. 33°44′ зх. д. / 67.000° пн. ш. 33.733° зх. д.   | Атлантичний океан          | Данська протока Гренландське море — проходить південніше острівця Кольбейнсей[en], Ісландія Норвезьке море |